# Англичанинът, който изкачи хълм, а слезе от планина
Англичанинът, който изкачи хълм, а слезе от планина (на английски: The Englishman Who Went Up a Hill But Came Down a Mountain) е британски филм от 1995 г. Режисьор и сценарист е Кристофър Монгър (Christopher Monger). Филмът е излъчен на 19-ия Московски международен кинофестивал и на кинофестивала в Кан през 1995 г. 

## Сюжет
Действието във филма се развива през 1917 г., по време на Първата световна война. Двама англичани, офицери топографи от Кралските инженери на Британската армия, помпозният Гарад и по-младият Ансън, пристигат в измисленото уелско селище Фънън Гаръу (Ffynnon Garw, „див извор“ на уелски език), за да премерят височината на „планината“ му, като част от топографска експедиция. Селяните изпитват гордост от обстоятелството, че живеят в подножието на „първата уелска планина“ след влизане от Англия. След замерванията топографите откриват, че три метра не достигат до научното определение за планина (височина от 1000 фута) и всъщност това е хълм, предизвиквайки дълбокото възмущение на жителите на селището. Селяните, подпомагани и подстрекавани от хитрия Морган Овцата и отец г-н Джоунс (който след като първоначално е против заговора, забелязва символизма във възстановяването на обществоното самоуважение), заговорничат с Морган да забави отпътуването на картографите, докато цялото село се организира в извозването на пръст до върха на хълма, за да го направят достатъчно висок, за да бъде считан за планина).

## Актьорски състав
- Хю Грант – Региналд Ансън
- Иън МакНис (Ian McNeice) – Джордж Гарад
- Тара ФицДжералд (Tara FitzGerald) – Бети от Кардиф
- Калъм Мийни (Colm Meaney) – Морган Овцата
- Иън Харт (Ian Hart) – Шокираният Джони
- Робърт Пю (Robert Pugh) – Петролния Уилямс
- Кенет Грифит (Kenneth Griffith) – Отец Робърт Джоунс
- Иуан Рис (Ieuan Rhys) – Сержант Томас